# Otto Götzinger
Otto Götzinger (* 17. September 1912 in Wien; † 9. August 1999 in Steyr) war ein österreichischer Kunstmaler und Restaurator.

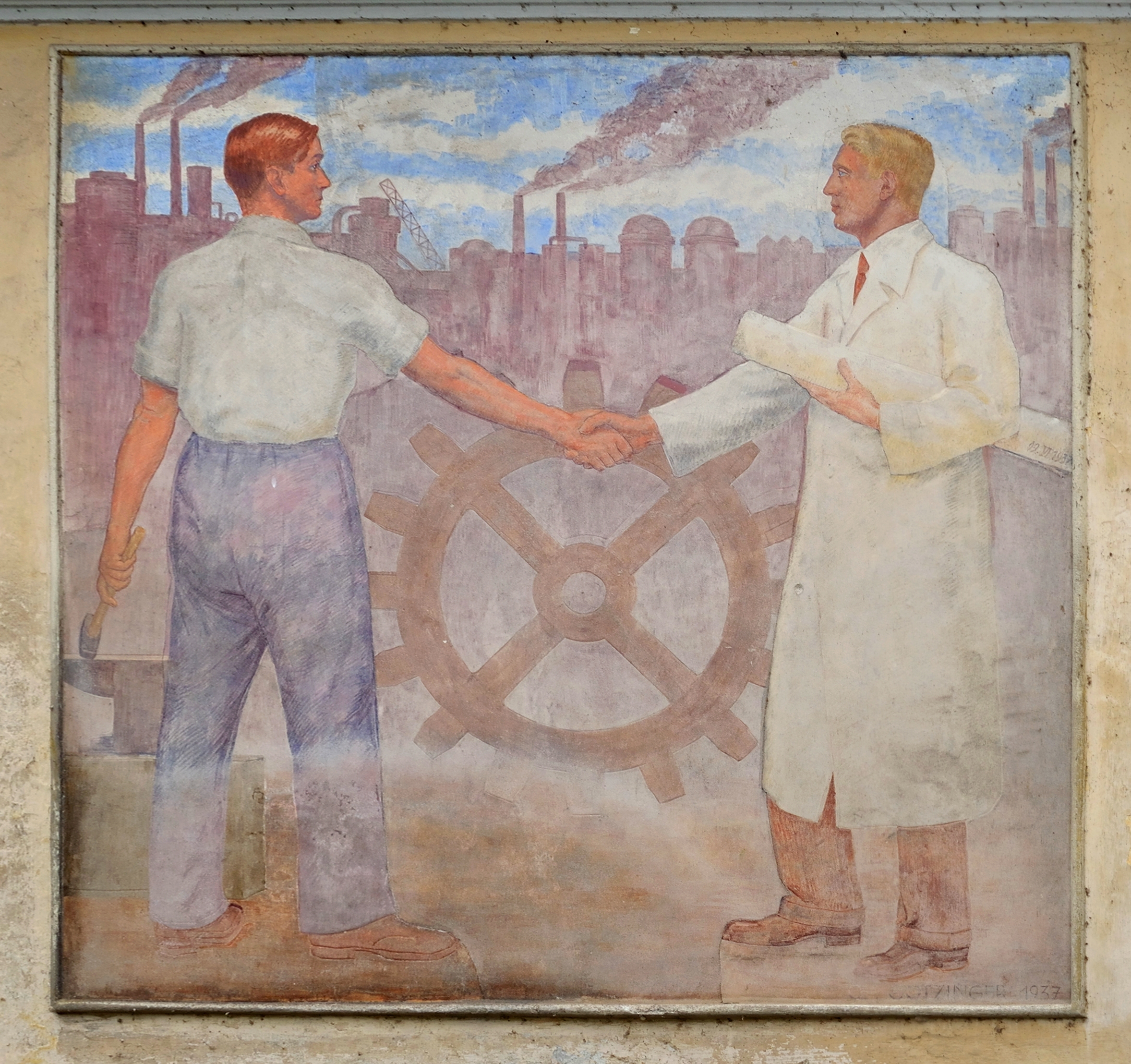
Wandmalerei von Götzinger in Herzogenburg (1937)

Otto Götzinger war der Sohn von Hans Götzinger. Sein Studium ab 1930 an der Akademie der bildenden Künste Wien bei Carl Fahringer schloss er mit dem Diplom eines akademischen Malers ab. In der Wehrmacht war er im Sanitätsdienst eingesetzt. Ab 1949 lebte er in Steyr. Als Restaurator restaurierte er Fresken, Sgraffiti und historische Malereien. Als Maler schuf er zunächst monumentale Fresken. Um 1970 wechselte er zur Porträtmalerei und erhielt Aufträge von Prominenten aus Kultur und Politik. 1979 wurde er für seine Arbeiten an öffentlichen Gebäuden zum Konsulenten für Kunstpflege ernannt. Er wurde am Hietzinger Friedhof bestattet.